# Fascia endotoracica

La fascia endotoracica è posta profondamente rispetto allo spazio intercostale

La fascia endotoracica è lo strato di tessuto connettivo lasso situato profondamente rispetto agli spazi intercostali e alle costole, che separa queste strutture dalla pleura sottostante. Questo strato fasciale è la membrana più esterna della cavità toracica. La fascia endotoracica contiene quantità variabili di grasso. Diventa più fibroso sugli apici dei polmoni formando la membrana soprapleurica. Separa l' arteria toracica interna dalla pleura parietale.